# Predrag Vujović
Predrag Vujović (Bar, 1983. augusztus 20. –) szerb labdarúgó, középpályás.

## Pályafutása
A szerb Napredak Krusevac csapatában nevelkedett, itt töltötte két részben a leghosszabb időszakot. Több szerb csapatban és külföldi csapatokban is játszott. A Maccabi Netanya FC elleni mérkőzésen tesztelte a Kecskemét, jó játékával és góljával meggyőzte a szakvezetést, majd 2+1 éves szerződést írt alá a lila-fehérekhez.